# Auckland Open 2023
Auckland Open 2023 (sponsorizat de ASB Bank) a fost un turneu comun de tenis ATP și WTA, care s-a jucat pe terenuri dure în aer liber. A fost cea de-a 36-a ediție a probei feminine, și cea de-a 45-a ediție a probei masculine. S-a desfășurat la Centrul de tenis ASB din Auckland, Noua Zeelandă, în perioada 2–8 ianuarie 2023 pentru femei și 9–14 ianuarie 2023 pentru bărbați. Turneul a fost primul eveniment din 2020, după o absență de doi ani după anularea edițiilor din 2021 și 2022 din cauza pandemiei de COVID-19.

## Campioni

### Simplu masculin
Pentru mai multe informații consultați Auckland Open 2023 – Simplu masculin

### Simplu feminin
Pentru mai multe informații consultați Auckland Open 2023 – Simplu feminin

### Dublu masculin
Pentru mai multe informații consultați Auckland Open 2023 – Dublu masculin

### Dublu feminin
Pentru mai multe informații consultați Auckland Open 2023 – Dublu feminin

## Puncte și premii în bani

### Distribuția punctelor
| Probă           | C   | F   | SF  | QF | R16 | R32 | Q   | Q3  | Q2  | Q1  |
| Simplu masculin | 250 | 150 | 90  | 45 | 20  | 0   | 12  | 6   | 0   | N/A |
| Dublu masculin  | 250 | 150 | 90  | 45 | 0   | N/A | N/A | N/A | N/A | N/A |
| Simplu feminin  | 280 | 180 | 110 | 60 | 30  | 1   | 18  | 14  | 10  | 1   |
| Dublu feminin   | 280 | 180 | 110 | 60 | 1   | N/A | N/A | N/A | N/A | N/A |

### Premii în bani
| Probă            | C       | F       | SF      | QF      | R16    | R321   | Q3     | Q2     | Q1   |
| Simplu masculin  | $89,435 | $47,105 | $25,515 | $14,535 | $8,565 | $5,075 | $2,285 | $1,145 | N/A  |
| Dublu masculin * | $27,170 | $14,280 | $7,740  | $4,430  | $2,590 | N/A    | N/A    | N/A    | N/A  |
| Simplu feminin   | $43,000 | $21,400 | $11,300 | $5,900  | $3,310 | $1,925 | $1,005 | $730   | $530 |
| Dublu feminin *  | $12,300 | $6,400  | $3,435  | $1,820  | $960   | N/A    | N/A    | N/A    | N/A  |

1 Premiul în bani al calificărilor este, de asemenea, premiul în bani din runda 32

* per echipă